# 藤原光能
藤原 光能（ふじわら の みつよし）は、平安時代末期の公卿。藤原北家御子左流、藤原忠成の子。官位は正三位・参議。

## 経歴
久安2年（1146年）に叙位、長寛2年（1164年）に従五位上に叙せられ、永万元年（1165年）に下野守に任ぜられる。後白河院近臣として活躍し、仁安2年（1167年）に従四位下・右近衛少将となり、翌年には皇后宮権亮に任ぜられて従四位上から正四位下に進む。承安元年（1171年）には右近衛中将、安元2年（1176年）には蔵人頭に任じられる。治承元年（1177年）に皇太后宮権大夫に任じられると、同3年（1179年）には右兵衛督、更に同年10月には参議を兼帯するが、翌月の治承三年の政変によって解官される。
治承4年（1180年）7月、当時福原京にいた光能の許に伊豆国の源頼朝と面会した文覚が訪れ、頼朝のために後白河法皇に取り次いで平清盛追討の院宣を出させるように迫ったとの伝聞を『愚管抄』は記している。著者の慈円はこれを妄説として否定するが、逆に言えば当時は否定せざるを得ないほど院宣発給の言説が流通していたと思われ、『平家物語』において名場面の1つとして採用されている他、慈光寺本『承久記』や『梅松論』『増鏡』『保暦間記』、真名本『曽我物語』でも院宣に触れられている。
養和元年（1181年）に参議に復して従三位に進み、翌年には左兵衛督・丹波権守を兼ねる。寿永2年（1183年）に正三位に昇るが病に倒れて出家し、程なく薨去した。

## 肖像画
神護寺三像として知られる神護寺所蔵の肖像画の一つは光能と伝わるが、近年は室町幕府の2代将軍足利義詮とする説がある。

## 系譜
- 父：藤原忠成
- 母：源季忠の娘
- 妻：足立遠元の娘
  - 男子：藤原知光（1168-1226）[2]
  - 男子：藤原光俊（1179-?）[3]
- 妻：僧経尊の娘
  - 男子：藤原忠経
- 生母不明の子女
  - 男子：藤原家能 - 藤原兼光の養子[4]
  - 男子：藤原季光
  - 男子：藤原家基
  - 男子：藤原親光
  - 男子：覚能

以下については、各種系図に記載が見られるが、事実かどうかには疑問がある。 
- 妻：中原広季の娘
  - 男子：中原親能（1143-1209） - 子孫は大友氏[5]
- 生母不明の子女
  - 男子：大江広元[6]（1148-1225）